# یخ‌ماهی خاردار
یخ‌ماهی خاردار (نام علمی: Chaenodraco wilsoni) نام یک گونه از تیره یخ‌ماهیان تمساحی است.